# Джей Гаррик
Джей Гаррик (англ. Jay Garrick) — супергерой комиксов компании DC Comics, первый персонаж, носивший псевдоним Флэш.

## История публикаций
Персонаж Джея Гаррика был создан сценаристом комиксов Гарднером Фоксом и художником Гарри Лампертом. Персонаж впервые появился в 1940 году, в первом выпуске серии комиксов Flash Comics, изданном All-American Publications. Вскоре он был показан в серии All-Star Comics в качестве члена Общества справедливости Америки. В 1941 году для него была создана собственная серия комиксов, которая получила название All-Flash.
После завершения Второй мировой войны популярность супергероев резко пошла на спад, и в 1948 году серия комиксов All-Flash была отменена после 32 выпусков. Затем последовала отмена серий Flash Comics (1949 год, после 104-го выпуска) и All-Star Comics (1951, после 57-го выпуска), в результате чего Джей Гаррик, так как не было создано новой собственной серии для него, не появлялся на страницах комиксов около десяти лет.
В 1956 году DC Comics заново открыли персонажа Флэша, дав ему новую личность, имя и костюм. Получив имя Барри Аллен, он никаким образом не был связан с Джеем Гарриком. Фактически, насколько разъясняют новые серии комиксов, Джей Гаррик никогда не существовал. Первое появление Барри Аллена показало его читающим комикс об оригинальном Флэше, что представляло Гаррика «как некий выдуманный некоторым писателем персонаж». Читатели приветствовали нового Флэша, но интерес к старому всё ещё не угасал. Джей Гаррик появился в качестве гостя в выпуске Flash #123, где его представили как жителя параллельной Земли, где он мог существовать без каких-либо конфликтов с вселенной Барри Аллена, но в то же время это позволило ему появляться в качестве гостя в комиксах Серебряного века. Гаррик появлялся подобным образом несколько раз в 1960-х и 1970-х, а в 1976 году он стал одним из главных персонажей в возрожденной серии All-Star Comics, став членом современной версии Общества справедливости Америки. В 1981 году Джей и остальные члены Общества появились на страницах серии All-Star Squadron, в сюжетах, посвящённых Второй мировой войне.
В 1985 году DC Comics объединила всех героев в одной общей вселенной, в результате чего Флэш Джей Гаррик стал существовать в том же самом мире, где и новый Флэш, Барри Аллен. DC Comics стёрли Гаррика из непрерывности в ван-шоте Last Days of the Justice Society, но по просьбам поклонников в 1990-х персонаж снова появился на страницах комиксов. В отличие от таких персонажей, как Бэтмен или Супермен, в данном случае DC решили не обновлять Джея в виде молодого и сильного героя, а вместо этого представили его как ветерана Второй мировой войны с магическим образом увеличенной продолжительностью жизни. Джей Гаррик стал популярным персонажем приключений Лиги справедливости и Общества справедливости.
В 2011 году DC Comics перезагрузило всю вселенную своих комиксов. В результате Джей Гаррик снова стал жить на параллельной Земле, которую он не делит ни с каким другим Флэшем. И после перезагрузки он больше не ветеран Второй мировой войны, а молодой супергерой в обновлённом костюме.

## Биография

### Флэш
Джейсон Питер Гаррик был студентом колледжа в 1940 году (позже дата сменилась на 1938 год), когда случайно вдохнул пары тяжёлой воды в лаборатории, где работал. В результате этого он обнаружил, что способен работать со сверхчеловеческой скоростью, а также способен развивать скорость, близкую к скорости света. Благодаря своим способностям, он недолго был звездой американского футбола, но после надел красную рубашку с молнией и стилизованный шлем с металлическими крыльями и начал бороться с преступностью под псевдонимом Флэш. Шлем принадлежал отцу Джея, Джозефу, который воевал в Первой мировой войне. Джей иногда использовал шлем в качестве оружия или щита, что можно заметить во время Бесконечного Кризиса. К примеру, он использовал его, чтобы направить луч света прямо в лицо Эклипсо.
Первым делом Гаррика в качестве борца с преступностью была схватка с Безупречной Четвёркой — группой шантажистов. В ранних выпусках, казалось, было известно о том, что Флэш — это Джей Гаррик, так как он не носил маску. Но после становится ясно, что, несмотря на то, что он не носил маски, ему удавалось скрывать свою личность благодаря его быстрым перемещениями или вибрации, что лишает возможно чётко разглядеть лицо или сделать фотографию. Эффективность этого он оспаривал, когда Джоан (его девушка) вычислила его тайну личности.
За время своей карьеры он часто оказывался втянут в полукомичные ситуации, которые непреднамеренно подстраивали Винки, Блинки и Нодди — троица бродяг, известных как Три Болвана, которые никогда не доводили дело до конца, за что бы ни взялись. Позже выяснилось, что последний контейнер с парами тяжёлой воды нашёл Профессор, с их помощью тоже получил способность к сверхскорости и стал соперником Флэша — Конкурентом. Он смог забрать суперскорость Джея, использовав суперзамедление, но позже Джей вновь использовал пары, вернув себе свои возможности, и победил Конкурента.
Как и Флэши, которые были после Джея, он стал близким другом Зелёного Фонаря своего времени — Алана Скотта, с которым он познакомился в Обществе справедливости Америки. Сегодня Гаррик часто изображается художниками похожим на Пола Ньюмана средних лет.

### Общество справедливости Америки
Скоро Джей Гаррик стал одним из самых популярных персонажей Золотого века. Он был одним из основателей Общества справедливости Америки и был его первым председателем. Изначально он базировался в Нью-Йорке, но позже перебрался в вымышленный город Кистоун-сити. Гаррик оставил Общество справедливости после выпуска № 6, но вернулся несколько лет спустя в № 24 весной 1945 года. Впоследствии он имел карьеру выдающегося борца с преступностью на протяжении 1940-х годов.
Несколько историй, возвращающих к прошлому Джея, разъяснили некоторые факты его ранней биографии. После того как в 1951 году правительство проверяло членов Общества справедливости на предмет связей с коммунистами, Джею Гаррику было приказано рассекретить свою личность. После этого он покинул команду и оставил деятельность супергероя, женившись на своей подруге Джоан. Будучи квалифицированным ученым, он продолжал исследовательскую работу, и в ежегоднике All-Star Squadron Annual № 3 упоминалось, что он получил способность к замедленному старению, что позволило Джею жить в конце XX века, не проявляя признаков старческой слабости. В серии 1990-х Starman упоминалось, что Джей вышел на пенсию в конце 1950-х, так как к этому его побудил Мрак, однако обстоятельства этого факта остаются крайне туманными.

### XXI век
В начале XXI века большинство товарищей Гаррика по Обществу справедливости уже умерли, но Гаррик по-прежнему остаётся активным участником последнего воплощения Общества. Физически его возраст примерно около 50 лет благодаря различным омолаживающим эффектам, но хронологически ему уже около 90 лет. Он был одним из тех членов Общества справедливости, которые выжили после событий Zero Hour. Из трёх оставшихся членов Общества справедливости (другими двумя являются Алан Скотт и Дикий Кот) именно Джей почти по-отечески относится к нынешним товарищам по команде и по сообществу супергероев Вселенной DC в целом.

### Infinite CrisisиOne Year Later
Джей и Джоан Гаррики взяли опекунство над Бартом Алленом, после того как исчез Макс Меркурий. Во время событий Infinite Crisis Джей становится одним из многих спидстеров, живых и мёртвых, которые вошли в Силу Скорости, сражаясь с Супербой-Праймом. Однако Джей вскоре остался позади, так как быстро достиг своего предела. Вернувшись, он понимает что Сила Скорости покинула его. Барт Аллен тоже вернулся. но стал старше на несколько лет, а также вобрал всю Силу Скорости в себя. Джей утверждает, что без Силы Скорости его способности снизились: как Уолли Уэст после Кризиса на Бесконечных Землях, он может бежать лишь на скорости, близкой к скорости звука. Также он добавил, что Сила Скорости больше не сдерживает его старение, а значит, его возможности со временем будут только уменьшаться. После того как Барт переехал в Лос-Анджелес, Джей снова остался единственным защитником Кистоун-сити. Узнав из новостей о гибели Барта, он упал в обморок от горя, после чего его утешала Джесси Чемберс.
Вскоре Джей продолжил свою работу в качестве члена возрождённого Общества справедливости, лидером которого стала Пауэр Гёрл. После смерти Барта к Джею вернулась его полная скорость, так как Сила Скорости покинула тело Барта с его смертью. Впоследствии Джей был выбран мэром Монумент Пойнт, города, где базируется Общество. Он сталкивается со многими проблемами из-за расположения Общества в городе, но другой чиновник сказал Джею, что раз Джей не политикан, то ему не нужно волноваться о завоевании доверия для последующих перевыборов. Вскоре после этого он организует похороны для Алана Скотта, который погиб, победив в сражении злодея Д’Аркена, и говорит Обществу, что оно должно пережить эту потерю.

#### Клон
В сюжетной арке Outsiders: One Year Later в качестве антагониста появляется клон Гаррика, созданный Братством Злодеев. Его возраст равняется где-то 30 годам, и ему, методом «промывки мозгов» приказали работать на диктатора Малинеса. Совместными усилиями команды Аутсайдеров клон был побеждён. Клон обладал сверхскоростью Джея, но воспоминания или специальные знания Джея у него не замечены. Его находящееся в бессознательном состоянии тело помещено под надзор Алана Скотта, Белого Короля организации «Шахматы».
Из-за постоянных проблем с процессом клонирования, ставшими непредсказуемыми из-за наличия метагена, клон заразился самой тяжёлой формой чумы, сокращавшей продолжительность жизни всех клонов Вселенной DC. Это помешало Шахматам разбудить его и отменить промывку мозгов, потому что даже со своим специальным костюмом, сшитым с целью предотвратить вырождение, он каждый раз будет медленно умирать мучительной смертью, когда будет приходить в сознание.

### The New 52
После глобального перезапуска в 2011 году всей Вселенной DC персонаж Джея Гаррика был пересмотрен и заново представлен в первом выпуске новой серии под названием Earth 2. Данной версии Гаррика всего 21 год, он недавний выпускник колледжа, недавно отвергнутый его возлюбленной, Джоан, и имеющий мало перспектив в плане карьерного роста. Персонаж получает свою суперскорость от Меркурия, умирающего римского бога, который увидел в Джее храбрость, а также является последним богом, который падёт в грядущей войне с Апокалипсисом. Меркурий утверждал, что последние 10 лет продержался благодаря намного большей угрозе, чем Апокалипсис. Джей сбегает из Ветролета Мировой Армии, поскольку Меркурий умирает и говорит Джею бежать. Позже Джей спасает пару от Апократов, говоря, что сделал это, объяв себя «вспышкой» (англ.  a Flash), и один из людей упоминает, что герой что-то сказал об этом. Позднее Джей перебирается в Польшу, где встречает Девушку-ястреба.
В кроссовере Бэтмена и Флэша «The Button», когда Флэш произносит имя Джея, появляется настоящий Джей Гаррик и спасает Бэтмена и Флэша из спидфорса, но его никто не помнит. Тогда Джей призывает Барри вспомнить, кто такой Джей и как много они с ним прошли, но Барри забывает, как зовут Джея, и Джей исчезает.

## Силы и способности
Как Флэш, Джей Гаррик обладает способностью развивать сверхчеловеческую скорость. Его рефлексы более развиты, чем у обычного человека, а аура, создаваемая вокруг него при беге, предотвращает трение о воздух. В отличие от Барри Аллена, Гаррик изначально не имел доступа к силе спидфорса, но обладает способностью перенимать скорость у других обладателей, а после получил доступ к Силе Скорости. Когда Сила Скорости была поглощена Бартом Алленом во время Бесконечного Кризиса, максимальная скорость Джея равнялась скорости звука, а когда Сила Скорости снова вернулась в своё обычное назначение, он способен развивать сверхсветовую скорость. Гаррик подвержен старению, хоть и замедленному, потому он теряет физическую форму, а чрезмерное использование способностей может его значительно ослабить.

## Другие версии

### 52иCountdown
После выхода в 2007 году последнего выпуска серии комиксов длиною в год под названием 52, была представлена новая Мультивселенная, состоящая из 52 почти идентичных реальностей. Среди параллельных реальностей была показана одна, которая определяется как Земля-2. В результате «поедания» Мистером Разумом аспектов этой реальности все визуальные черты, сходные с чертами докризисной Земли-2, были помечены как принадлежащие Земле-2, чтобы отличить обе эти реальности. Демонстрации нового двойника Джея Гаррика и остальных персонажей-членов Общества справедливости были включены в одну панель. Имена персонажей и название самой команды не указывались в этой панели, но позднее специфически указаны в серии Countdown: Arena, где новый Флэш Земли-2 специально обозначен как Джей Гаррик, который не позволяет другим называть себя «Флэшем». Несмотря на то что эта версия Гаррика является точной копией оригинального Гаррика Второй мировой войны, показано, что он намного моложе, так как вообще не имеет седых волос. Другие версии Джея также были показаны в рамках Мультивселенной 52. Ещё один молодой Джей Гаррик живёт на неуказанной версии Земли, к нему приходит Уолли Уэст со своими детьми в самом начале карьеры Барри Аллена в качестве Флэша. Это не может быть версией Гаррика с посткризисной Земли-2, так как история Земли-2 не упоминает о Уолли Уэсте и его детях.
После завершения в 2011 году сюжета Flashpoint Мультивселенная 52 была заменена новой, и все серии были перезапущены как часть событий Мультивселенной The New 52. В период между изданием серии 52 и сюжета Flashpoint Гаррик не существует ни в одной из вселенных, так же как и основной канон, касающийся Джея Гаррика. Была представлена новая, совершенно отличная от предыдущей версия Джея Гаррика с Земли-2, которая на данный момент является единственной версией персонажа (см. выше).

### Elseworlds
В одном из миров Elseworlds, показанном в книге комиксов JSA: The Unholy Three, Джей Гаррик представлен шпионом послевоенных Соединённых Штатов, которого отправили в Россию и который работает под кодовым именем Меркурий. Он делает свой вклад в противостояние злому Супермену.

### Flashpoint
В реальности Flashpoint Джей, очевидно, умер вследствие вдыхания паров тяжёлой воды, когда Кид Флэш взял под контроль Силу Скорости, в результате уменьшив силу Джея, чтобы передать часть её Флэшу, пытающемуся остановить того себя, который создал эту реальность.

### Smallville: Titans
Джей управляет школой для «одарённых», а Коннер Кент / Супербой, Спиди, Синий Жук, Мисс Марсианка, а также Зан и Джейна являются учащимися этой школы.

## Коллекционные издания
| Название                                          | Включённые материалы | ISBN                                                                     |
| ------------------------------------------------- | --- | ------------------------------------------------------------------------ |
| The Golden Age Flash Archives Vol. 1 (1999)       | Flash Comics #1-17 | ISBN 1-56389-506-4                                                       |
| The Golden Age Flash Archives Vol. 2 (2006)       | Flash Comics #18-24 All Flash Comics #1-2 | ISBN 1-4012-0784-7                                                       |
| The Greatest Flash Stories Ever Told (1990, 1991) | Flash Comics #1, 66, 86 Comic Cavalcade #24 Showcase #4 The Flash (vol. 1) #107, 113, 119, 124, 125, 137, 143, 148, 179 Five-Star Super-Hero Spectacular The Flash (vol. 2) #2 | ISBN 0-930289-84-6 (твёрдая обложка) ISBN 0-930289-81-1 (мягкая обложка) |
| The Flash: The Greatest Stories Ever Told (2007)  | Flash Comics #86, 104 The Flash (vol. 1) #123, 155, 165, 179 The Flash (vol. 2) #91 DC Special Series #11                                                                      | ISBN 1-4012-1372-3                                                       |

## Вне комиксов

### Анимация
- Мультсериал «Лига справедливости», эпизод «Legends». При создании этого эпизода было принято решение, что это будет другая версия Флэша, использующая псевдоним Полоска (её озвучил Дэвид Ногтон) и не являющаяся Гарриком. Эта версия использует шлем, вроде того, который надевают для игры в американский футбол, а не шлем времён Первой мировой войны, какой был у Гаррика.
- Мультсериал «Лига справедливости без границ», эпизод «Flash and Substance». В этом эпизоде появляется шлем Джея Гаррика в качестве одного из экспонатов Музея Флэша.
- Анимационный телесериал «Бэтмен: отважный и смелый», в котором он говорит голосом Энди Милдера и является одним из героев, с которыми Бэтмен часто объединяет усилия. В сцене перед титрами эпизода «Trials of the Demon!» он помогает Бэтмену остановить Пугало и Королеву Крика во время празднования Хеллоуина. В эпизоде «The Fate of Equinox» Джей предоставляет Бэтмену свои возможности для победы над Эквиноксом. Эпизод «The Golden Age of Justice» показывает Джея и Общество справедливости. В эпизоде «Requiem for a Scarlet Speedster» Джей признан в качестве первого Флэша и примером для Барри, который исчез в Силе Скорости при битве с Профессором Зумом. Впоследствии Джей, Кид Флэш и Бэтмен используют Космическую беговую дорожку, чтобы найти и вернуть Барри из будущего Профессора Зума.
- В мультсериале «Юная Лига справедливости», в эпизоде «Downtime», появился Джей, озвученный Джеффом Пирсоном, и жена Джея, Джоан Гаррик, которая была озвучена Кэт Сьюси. В этом эпизоде Джей празднует свой день рождения с семьями Алленов и Уэстов. Джоан упоминает, что он «спидстер в отставке», а также, очевидно, эта версия Джея не обладает замедленным старением, которым отличается его аналог из комиксов. Позже он появляется в эпизоде «Bloodlines», в котором помог Барри, Кид Флэшу и Импульсу победить злодея Нейтрона. В эпизоде «Depths» Найтвинг упоминает, что Джей Гаррик и его жена стали опекунами Барта Аллена.
- В полнометражном анимационном фильме «Лига справедливости: Новый барьер» Джей Гаррик появляется во вступительных титрах.

### Телевидение
- Джей Гаррик упоминается в телесериале 1990 года «Флэш», когда Барри Аллен говорит о том, кто вдохновил его начать карьеру супергероя, а также некоторые детали биографии Аллена списаны с оригинального Джея Гаррика. Также в сериале встречается персонаж Джей Аллен, который является братом Барри и назван в честь Джея Гаррика. Его гибель в пилотном эпизоде и толкает Барри на путь супергероя. Также Трикстер разрисовывает статую Меркурия в красный с жёлтым цвета, чтобы позлить Флэша. В результате расцветка статуи стала напоминать костюм Джея Гаррика. Также в Централ-сити Вселенной сериала имеется улица Гаррика, а также полицейский один раз рапортует с угла Гарднер и Фокс (Гарднер Фокс является одним из создателей персонажа Гаррика).
- В телесериале «Тайны Смолвиля», в эпизоде «Run», Барт Аллен использует псевдоним Джей Гаррик. Сам Гаррик в исполнении Билли Митчела появился в эпизоде «Absolute Justice», где был супергероем из 70-х годов.
- В телесериале 2014 года «Флэш», в эпизоде «Рождение Флэша», в Кистоун-сити показан пивоваренный завод, на стене которого висит знак «Причал Гаррик», что является отсылкой к Джею Гаррику. А в серии «Достаточно быстро» шлем Джея неожиданно вылетает из кротовой норы, созданной Барри Алленом. Джефф Джонс подтвердил появление Джея Гаррика во втором сезоне сериала «Флэш». Его роль исполнил Тедди Сирс. Впервые он появился в конце 1 эпизода второго сезона сериала, и выясняется, что он является Флэшем с Земли-2, откуда его отправил на Землю-1 его заклятый враг Зум. Первое время Гаррик, лишённый скорости, помогает команде Барри как учёный и наставник, также с недоверием относится к Харрисону Уэллсу. В 13 серии выясняется, что Гаррик лишился суперспособностей, пытаясь усилить их с помощью препарата «Скорость». Но с помощью доктора Кейтлин Сноу он создаёт несколько улучшенных версий препарата, которые позволяют ему спасти Централ-сити от злодея Геоманта. В 11 серии показан двойник Гаррика с Земли-1 — человек по имени Хантер Золомон, являющийся в комиксах альтер эго Зума. В конце 14 серии Зум убивает Джея и уносит через брешь между мирами на Землю-2, а в самом конце серии приносит его труп в своё логово и снимает маску, под которой также оказывается персонаж Тедди Сирса. В 18 серии Циско Рамон, открыв брешь между мирами, впускает Зума на Землю-1, где он раскрывает тайну, что Джей Гаррик — «временной реликт» (time remnant), которого он подослал сражаться с собой, чтобы дать людям ложную надежду. В действительности же он всегда был Зумом и Хантером Золомоном. Позже выясняется, что девичья фамилия бабушки Барри — Гаррик. В 23 серии выясняется, что настоящий Джей Гаррик — заключённый Зума, человек в железной маске, являющийся двойником Генри Аллена с Земли-1. В 3 сезоне помогает Барри остановить Савитара, заключив в Силе Скорости. Однако сам Савитар обманом заставляет освободить себя, заключив вместо себя Уолли Уэста (3 сезон 15 серия). Уже в 16 серии Джей занимает место Уолли. В финале 3 сезона Циско, с помощью пушки Трэйси Брэнд обманув Савитара, освобождает Гаррика из Силы Скорости. Джей с остальными героями помогает победить Савитара, а также другие угрозы например действия Кризиса и даже действия аватара Негативной Силой Скорости.

### Видеоигры
- Альтернативный костюм для Уолли Уэста в игре Justice League Heroes.
- Появляется в DC Universe Online.
- В Wii-версии Batman: The Brave and the Bold – The Videogame Джейка можно призвать на помощь, чтобы очистить экран от врагов.
- В файтинге Injustice: Gods Among Us The New 52-версия Джея Гаррика доступна в качестве альтернативного облика Барри Аллена.
- В загружаемом приложении Burial at Sea — Episode 1 игры BioShock Infinite встречается изображение Джея Гаррика в качестве символа системы Пневмолиний.
- Также появляется в качестве шейдера для оригинального Флэша в игре injustice 2. Среди диалогов можно найти и отсылки на комиксы.